# 特別とん税
特別とん税（とくべつとんぜい）とは、特別とん税法（昭和32年3月31日法律第38号）に基づいて、地方公共団体に財源を譲与するため、外国貿易船の開港への入港に対して課される日本の租税（間接税）である。港湾施設などの行政サービスを受けることに対する応益的な税とも解されるが、特定財源でもなく港湾予算との関連は薄い。ただし、応益税の解釈には「行政サービスの受益者に対する課税」と、「物に着目して課税する物税」とがあり、後者の意味では応益税である。不開港への入港については、特別とん税は課されないが、不開港入港手数料が関税法第100条第1項の規定により納付の必要があり、その額はとん税と特別とん税の合計と同じ水準である。財源を譲与するために課税されるが、「地方譲与税とするため」は特定の費用ではなく、かつ、譲渡された地方自治体において使途の制限がされないため、目的税ではない。

## 概要
外航船舶に対する固定資産税が1957年（昭和32年）に軽減されたときに、市町村への代替財源として新設されたもので、収入された特別とん税は、特別とん譲与税法（昭和32年4月24日法律第77号）によって、毎年9月と3月に開港の港湾施設の所在する市町村に譲与される。
とん税の納税義務者は、外国貿易船の船長であるが、税関長の承認を受けた場合には、代行者や運航者が納税義務者となることもできる。ただし代行者や運航者が納税義務者となる事例はほとんどない。
特別とん税の課税標準は外国貿易船の純トン数に応じることとされ、税率は、次のとおりである。
1. 開港への入港ごとに納付する場合　純トン数1トンまでごとに20円
2. 開港ごとに1年分を一時に納付する場合　純トン数1トンまでごとに60円

令和2年度（2020年度）の改正により、令和2年（2020年）10月1日以降当分の間、外貿コンテナ貨物定期船のうち、国際基幹航路に就航する外国貿易船が国際戦略港湾に入港する場合の1年分を一時に納付する場合の税率を半額の純トン数1トンまでごとに30円とする特例が創設された。
とん税と特別とん税は、別の税であるが、課税標準等が同じであり、端数計算においては、とん税と特別とん税は、一の税目として扱われる。また延滞税の計算についてもとん税と特別とん税の合算額で計算する。

## 税収の推移
財務省の統計を参照（単位:100万円。単位未満切捨て）。決算ベース。
- 令和 4年度 11,987
- 令和 3年度 11,710
- 令和 2年度 11,488
- 令和元年度 12,713
- 平成30年度 12,818
- 平成29年度 12,344
- 平成28年度 12,299
- 平成27年度 12,393
- 平成26年度 12,486
- 平成25年度 12,465
- 平成24年度 12,286
- 平成23年度 12,101
- 平成22年度 11,890
- 平成21年度 11,064
- 平成20年度 11,784
- 平成19年度 12,057
- 平成18年度 11,632
- 平成17年度 11,395
- 平成16年度 11,295
- 平成15年度 11,011
- 平成14年度 10,907
- 平成13年度 10,696
- 平成12年度 11,054
- 平成11年度 10,881
- 平成10年度 10,696
- 平成9年度  11,508